# Jan van Coppenolle
Jan van Coppenolle of Coppenholle (ca. 1434 - Gent, 16 juni 1492) was een Gents volksleider.
Hij was van beroep secretaris bij de schepenenbank van Gent. Tijdens de Opstand van Vlaanderen tegen Maximiliaan I van Oostenrijk leidde Jan van Coppenolle het verzet van Gent speciaal tegen de zware belastingen die inbreuk maakten op de Gentse privileges.
Hij liet zijn eigen munten slaan; de "Coppenollen".
Toen hem de steun van koning Karel VIII van Frankrijk ontviel, na het bestand tussen Frankrijk en Maximiliaan (Vrede van Kadzand, 1489), kregen zijn tegenstanders de overhand en werd hij op de Vrijdagmarkt onthoofd.